# Bahnhof Haguenau
Der Bahnhof Haguenau (deutsch Bahnhof Hagenau; französisch Gare de Haguenau) ist der Bahnhof der elsässischen Stadt Hagenau im Département Bas-Rhin. Er liegt an der Hauptstrecke Wissembourg–Strasbourg und ist Ausgangspunkt der ehemals bis nach Falck-Hargarten, Steinbourg und Mannheim führenden Bahnstrecken.

## Lage

### Örtliche Lage
Der Bahnhof Haguenau liegt am westlichen Rand der Altstadt von Hagenau. Der Bahnhofsvorplatz trägt den Namen Place Désiré Brumbt, benannt nach dem früheren Hagenauer Bürgermeister Désiré Brumbt (1888–1959, im Amt 1935–1959). Auf dem Bahnhofsvorplatz befindet sich auch der örtliche Busbahnhof.

### Bahnstrecken
Die Strecke Haguenau–Rœschwoog–Rastatt, welche Teil der Bahnstrecke Steinbourg–Rastatt ist, verlässt den Bahnhof in Verlängerung der Strecke aus Richtung Saverne, kreuzt die Strecke Strasbourg–Wissembourg also nicht, sondern unterquert diese südlich von Haguenau.
Die Bahnstrecke Haguenau–Falck-Hargarten, die heute nur noch bis Niederbronn-les-Bains besteht, folgt nördlich knapp 4 Kilometer der ehemaligen Strecke nach Steinbourg.
Direkt nördlich des Bahnhofs Haguenau zweigt in nordöstliche Richtung die Strecke nach Wissembourg von den beiden anderen Strecken ab.

## Geschichte

### Entwicklung

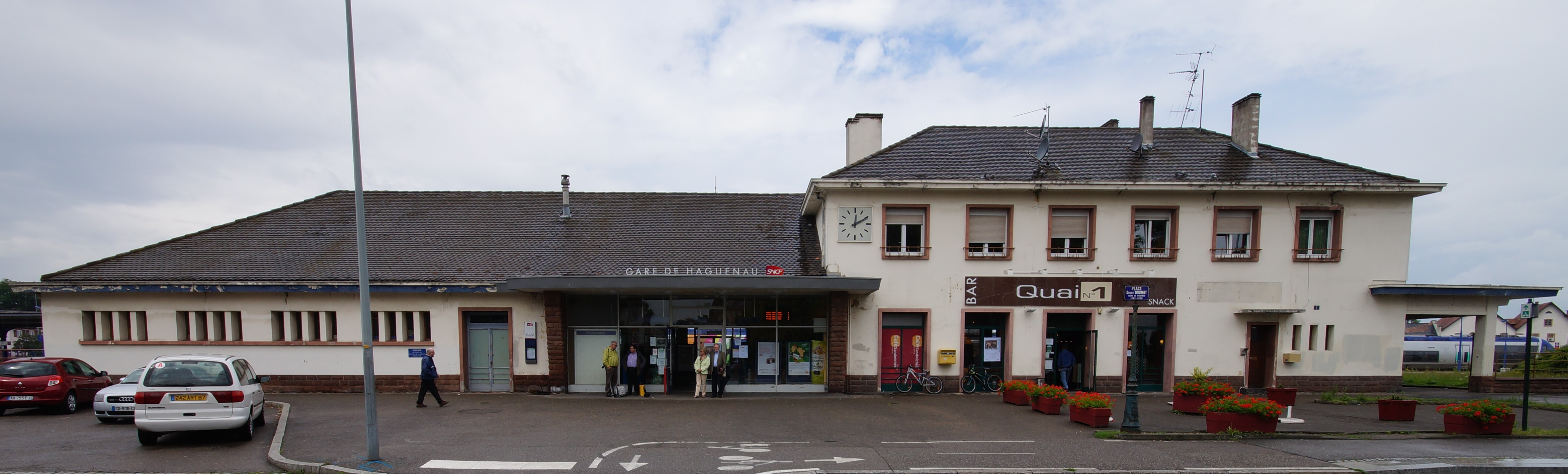
Das Nachkriegs-Empfangsgebäude im Jahr 2012

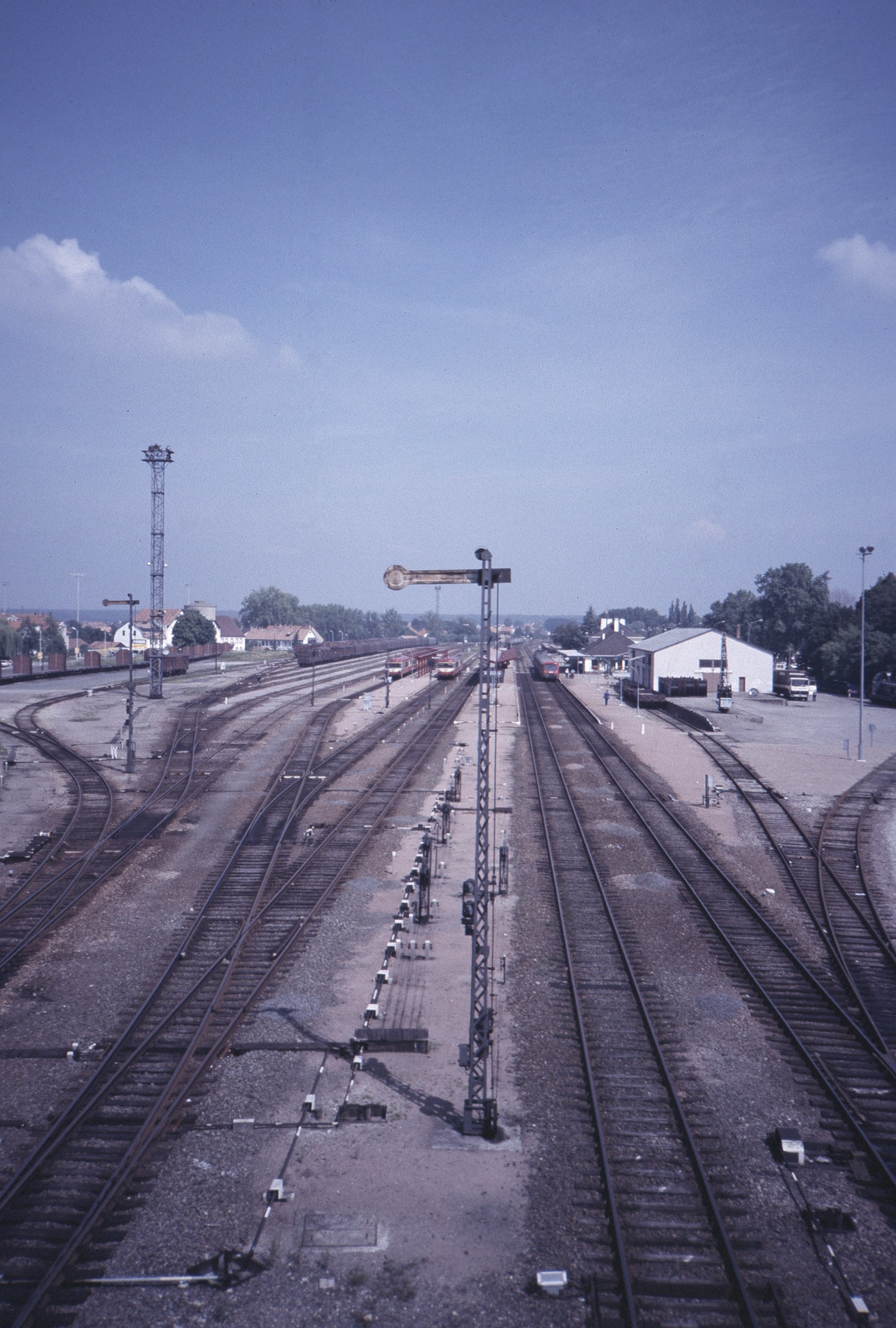
Gleisanlagen im Jahr 1987

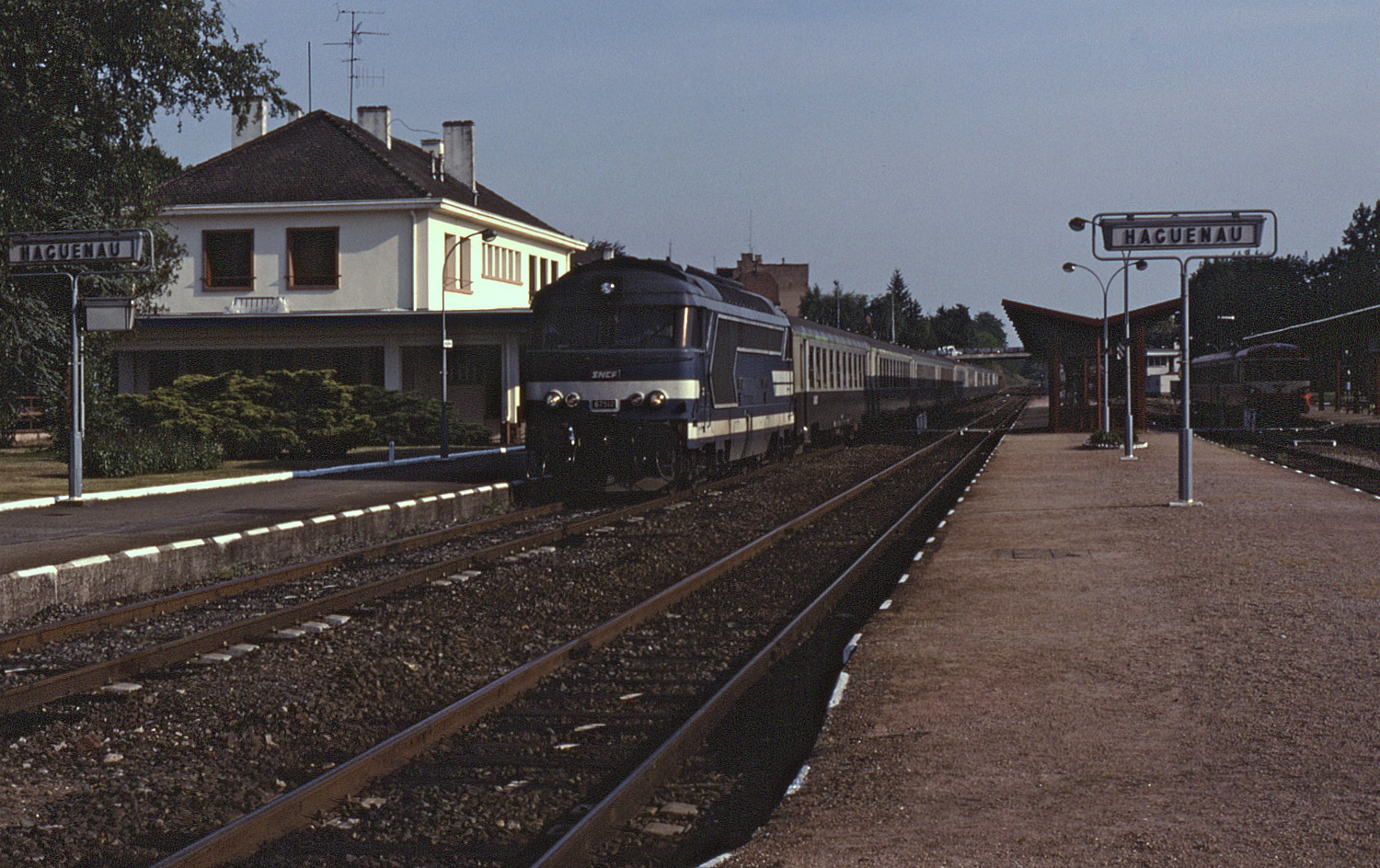
BB 67572 vor einem Nahverkehrszug aus Straßburg am Hausbahnsteig auf Gleis A, 1991

Der erste Bahnhof von Hagenau ging am 18. Juli 1855 in Betrieb, zusammen mit dem Abschnitt Vendenheim–Haguenau der Bahnstrecke Vendenheim–Wissembourg. Der Abschnitt Haguenau–Wissembourg folgte am 23. Oktober des gleichen Jahres. Das zweite Gleis wurde 1871 hinzugefügt.
Am 19. Dezember 1864 wurde der Streckenabschnitt Haguenau–Niederbronn der Bahnstrecke Haguenau–Falck-Hargarten eröffnet, am 16. Dezember 1865 folgte der Abschnitt Sarreguemines (Saargemünd)–Béning und am 1. Mai 1866 Béning–Carling (Karlingen). Die Verlängerung dieser Strecke von Niederbronn über Bitche (Bitsch) bis Saargemünd ging am 8. Dezember 1869 in Betrieb. Mit dem am 1. Mai 1882 – nun unter der Regie der Reichseisenbahnen in Elsaß-Lothringen – eröffneten Abschnitt Carling–Falck-Hargarten–Thionville (Diedenhofen) wurde diese Strecke auf ganzer Länge in Betrieb genommen. Dadurch wurde Haguenau zu einem Knotenbahnhof.
Am 1. November 1881 wurde im Nachbarbahnhof Schweighausen die Strecke Obermodern–Schweighausen angeschlossen zunächst eingleisig eröffnet, die für den Status des Bahnhofs Hagenau als Knotenpunkt ebenfalls hilfreich war.
1892 erhielt der Hagenauer Bahnhof ein neues Empfangsgebäude, ein Typenbau.
Die Strecke Hagenau–Röschwoog–Rastatt wurde am 1. Mai 1895 als strategische Bahn zweigleisig erbaut, nach den Beschädigungen im Zweiten Weltkrieg aber nur eingleisig wieder aufgebaut. Seitdem berühren vier Bahnstrecken Haguenau. Der Personenverkehr wurde hier am 23. August 1938 eingestellt, im Mai 1942 wieder aufgenommen und nach Sprengung der Rheinbrücke im Januar 1945 endgültig aufgegeben. Auf dem französischen Streckenrest verkehrte der letzte Güterzug am 2. Juni 1991.
1944 wurde das Empfangsgebäude des Bahnhofs Hagenau bei Kampfhandlungen zerstört. Nach dem Krieg wurde es wieder errichtet. Dieses 1950 fertiggestellte Gebäude wurde 2019 abgerissen und bis Ende 2020 durch ein größeres Gebäude ersetzt.

### Bahnbetriebswerk
Ein erster Lokschuppen mit zwei Gleisen und eine Drehscheibe mit 16 m Durchmesser wurden 1885 errichtet. In der Folge wurde ein weiteres Depot im Norden von Hagenau in der Gabelung der Strecken nach Weißenburg und Saargemünd angelegt. Hier entstanden ein Ringlokschuppen mit 20 m-Drehscheibe und Werkstätten für die Reparatur von Lokomotiven und Wagen. Nach dem Ersten Weltkrieg übernahm die Administration des chemins de fer d’Alsace et de Lorraine (AL) die Anlage und baute sie aus. Nach neun Luftangriffen im Zweiten Weltkrieg, bei dem 49 Lokomotiven beschädigt wurden, und nachdem am Ende des Krieges Hagenau drei Mal eingenommen wurde, war das Bahnbetriebswerk (BW) schwer beschädigt. Nach dem Zweiten Weltkrieg war das BW aber bis in zum Anfang der 1960er Jahre weiter aktiv. Mit der zunehmenden Verdieselung der Strecken rund um Haguenau wurde dessen BW dann aufgegeben.

## Gegenwart

### Empfangsgebäude
Das heutige Empfangsgebäude des Bahnhofs Haguenau wurde 2019–2020 erbaut. Die Fassade des höheren der beiden Gebäudeflügel ziert eine Uhr, deren Zeiger respektive 437 cm und 300 cm lang sind.

### Gleis- und Bahnsteiganlagen

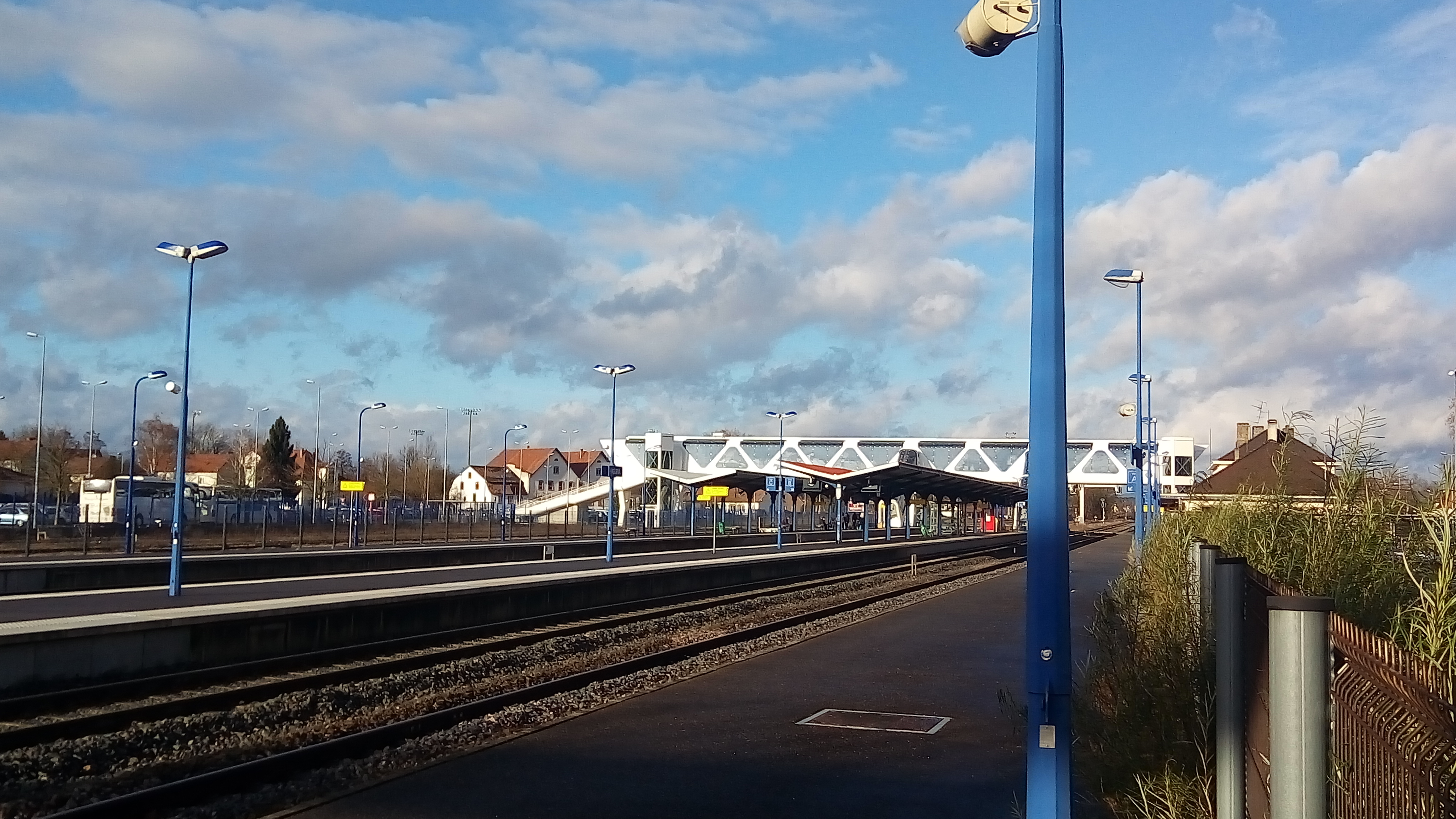
Gleisseite mit neuem Fußgängerübergang

Der Haguenauer Bahnhof besitzt heute insgesamt 10 Gleise, von denen noch vier einen Bahnsteig besitzen. Die Bahnsteiggleise werden als Voie A bis Voie D bezeichnet. Sie liegen an einem Haus- und zwei Mittelbahnsteigen. Die Züge der Strecke Wissembourg–Strasbourg verkehren fast ausschließlich und in beiden Richtungen vom Hausbahnsteig (Voie A), die in Haguenau beginnenden und endenden Züge von Gleis D. Züge von und nach Niederbronn nutzen Gleis C. Die Gleise E bis J dienen Regionalzügen als Abstellgleis.
Im September 2017 wurde ein behindertengerechter Übergang für Fußgänger eröffnet, der zu den Mittelbahnsteigen sowie über die Gleise hinweg auf die andere Seite des Bahnhofs zum dortigen Parkplatz führt.

### Betrieb

Ein Régiolis im Bahnhof im Jahr 2023

Auf der Strecke (Strasbourg–)Vendenheim–Wissembourg verkehren Züge des TER Grand Est auf der Strecke 33. Zwischen Haguenau und Strasbourg wird in den werktäglichen Hauptverkehrszeiten ein 15-Minuten-Takt im Netz REME angeboten.
Darüber hinaus bedient ganzjährig an Wochenenden und Feiertagen ein Zugpaar der Deutschen Bahn und der SNCF in Kooperation als Strasbourg-Express in der Relation Strasbourg–Haguenau–Wissembourg–Winden (Pfalz)–Landau (Pfalz) Hbf–Neustadt (Weinstr) Hbf den Bahnhof Haguenau. Hier verkehren Triebzüge der SNCF-Baureihe Alstom Coradia A TER X 73500 (analog zur DB-Baureihe 641, auch als Walfisch bekannt).
Zwischen Niederbronn und Haguenau verkehren bis zu sieben Zugpaare täglich, teilweise sind sie bis Strasbourg durchgebunden. Diese Züge werden unter der Linienbezeichnung „5“ geführt. Mit Busunterstützung wird eine regelmäßige Bedienung sichergestellt, wovon die meisten bis Bitche weiterfahren.
2018 nutzten über 1,6 Millionen Reisende den Bahnhof.